# Anarquismo y artes
Un caso de tratamiento historiográfico especial es el rol de las artes en el anarquismo, suelen solaparse dos temas muy diferentes: la influencia de las ideas anarquistas en las bellas artes, influencia cuya apreciación usualmente suele ser identificada como marginal o muy puntual en nichos avant garde; y el uso de obras de arte con o sin mensaje anarquista explícito como medio de propaganda anarquista. Más que decir que el anarquismo ha sido significativo en su influencia en las artes, sí podemos decir que las artes son un tema relevante en las tradiciones intelectuales y de propaganda anarquista. En esta importancia de las artes para el movimiento anarquistas entran tanto los artistas de ideas anarquistas, como aquellos cuya afinidad ha sido imaginada por simpatizantes anarquistas e incorporada su obra a una lista de recomendaciones artísticas desde un abordaje de encontrar similitudes y minimizar diferencias y no porque el autor haya expresado afinidad hacia ideas anarquistas (la confusión o el solapamiento radica usualmente en la tendencia en la propaganda anarquista de asociar antiautoritarismo o antiestatismo/antiburocratismo como cuasi-sinónimos de todo un programa anarquista). Este interés de los anarquistas en ser asociados a las artes abarca diversas disciplinas, en especial, la literatura, la dramaturgia, las artes visuales y la pintura, el cine y la música. En varios casos se notará que es la obra, más que los artistas, la que se asocia a componentes anarquistas.

## Antecedente
Desde la antigüedad han existido personajes que han plasmado por medio de la letra puntos de vista que hoy en día calificaríamos de anarquizantes; estos mismos han inspirado en parte a muchos de los pioneros del anarquismo y sus sucesores, otros han sido enlazados con el anarquismo moderno luego del surgimiento de este. Entre los escritos y escritores anarquizantes previos al surgimiento del movimiento anarquista se encuentran el Tao Te Ching de Lao Tsé en la Antigua China. Los escritos del cristiano gnóstico Carpócrates (escritos en los primeros tiempos de la era cristiana) entran también en esta línea, así mismo el libro La servidumbre voluntaria de Étienne de La Boétie escrito en la transición del Medioevo al Renacimiento en Francia. De parte de los socialistas utópicos se producen algunas obras influyentes para el posterior pensamiento anarquista por ejemplo El falansterio de Charles Fourier. 
Desde las posturas liberales agrarias y radicalizadas la producción literaria influyó directamente en el nacimiento del movimiento anarquista, aquí se ubican obras de índole más literaria como Los viajes de Gulliver de Jonathan Swift, las obras de Thomas Paine; desde el Romanticismo la poesía de William Blake y de Lord Byron fue influyente en círculos anarquistas ingleses donde así mismo fue importante la influencia de la literatura de William Godwin quien luego sería reconocido por el anarcocomunista Piotr Kropotkin como precursor suyo. Cabe destacar la gran influencia de la litertura de los trascendentalistas norteamericanos del cual Henry D. Thoreau, autor de Walden y La Desobediencia Civil, es considerado plenamente un anarquista.
También pintores como Vivancos, Courbet y Pissarro incursionaron en incluir en la pintura los conceptos estéticos anarquistas. 
Entre otras manifestaciones culturales anarquistas es de resaltar la difusión del esperanto como idioma internacional y los diferentes aportes a la pedagogía anarquista, cuya manifestación más relevante ha sido la Escuela Moderna de Francisco Ferrer.

## En literatura
La literatura ha jugado un papel primordial en la difusión de los puntos de vista anarquistas, incluso antes del surgimiento del anarquismo como filosofía y doctrina definida y como movimiento social.

### Literatura sobre anarquismo
Ya luego de la formación del movimiento anarquista la difusión por medio de las letras o la promoción de la lectura incluida la literatura artística no estrictamente anarquista ha sido valiosa. Es importante el número de periódicos anarquistas publicados a lo largo de la historia.
Escritores y filósofos del siglo XIX y del siglo XX también han dedicado sus páginas al anarquismo, como por ejemplo Albert Camus, quien escribió la novela La peste y la obra de teatro Estado de sitio, aparte de sus obras filosóficas y colaboraciones en periódicos. Otros escritores que si bien no han hablado del anarquismo en sus obras, si han formado parte del movimiento como por ejemplo el poeta beatnik Allen Ginsberg. Aparte de los mencionados, conocidos literatos de filiación anarquista han sido el ruso León Tolstói, autor de grandes clásicos de la literatura universal, como Guerra y Paz  y Ana Karenina, el anarquista irlandés Oscar Wilde, el francés Octave Mirbeau, el checo Franz Kafka y con alguna afinidad Fiódor Dostoyevski[cita requerida], Soren Kierkegaard (quien sin declararse anarquista declaró su enemistad a la Iglesia, el Estado y a la vida superficial ) y de forma ambigua Julio Verne y Aldous Huxley.
En el terreno de la poesía se destaca Voltairine de Cleyre, aunque también se podrían considerar a Percy Bysshe Shelley, Lord Byron, William Blake, León Felipe y Allen Ginsberg, cuya poesía presenta una gran afinidad con el anarquismo. En periodismo y ensayo, podemos incluir a Rafael Barret, autor de una extensa y variada obra, a Manuel González Prada, Rodolfo González Pacheco, Ricardo Mella, Fernando Tarrida del Mármol y al geógrafo Élisée Reclus.El anarquista estadounidense Benjamin Tucker fue el primero en introducir la obra de Friedrich Nietzsche a su país.

### Literatura influyente
George Orwell, describió la Barcelona de los días de la Revolución Española en su obra Homenaje a Cataluña donde cuenta también la persecución y represión de la que fueron objeto los militantes del POUM, aliados y compañeros en las armas de los anarquistas. Las obras de Friedrich Nietzsche han tenido su sitio también en las aportaciones al anarquismo. El género de las distopías ha tenido bastante acogida dentro del pensamiento ácrata como por ejemplo Un mundo feliz de Aldous Huxley (quien se autoproclamaba anarquista), o Fahrenheit 451 de Ray Bradbury, 1984 de Orwell entre otros; eso explica el nexo entre el cyberpunk (un género literario distópico contemporáneo) y el anarquismo.
Por algunas décadas referentes en la literatura intelectual del anarquismo fueron Paul Goodman vinculado a la contracultura norteamericana, e Iván Illich, pedagogo radical promotor de la desescolarización. En tiempos algo más recientes ha sido la literatura crítica, uno de los referentes que más se ha acercado al anarquismo, usualmente están vinculados a los críticos de la modernidad o de analistas la posmodernidad y analistas de las nuevas formas de liberación social y económica. En este grupo heterogéneo encontramos los ensayos y estudios de Antonio Negri, Gilles Deleuze, Michel Foucault, Manuel Castells, Alvin Toffler, de entre una diversidad de autores. También podemos incluir varios de los libros de Noam Chomsky como un referente escrito del anarquismo de las últimas décadas.
En el anarquismo de mercado en género literario indiscutible ha sido la ciencia ficción, con novelas como La Luna es una cruel amante, La era del diamante, Alongside Night, o el cómic Anarky, entre otras.

## En teatro
El más importante dramaturgo nórdico, y uno de los más importantes de la historia del teatro moderno fue el anarquista Henrik Ibsen, autor de conocidas obras como Casa de Muñecas y Un enemigo del Pueblo. En el Río de la Plata fue Florencio Sánchez la figura más descollante. Entre sus obras más destacadas se encuentran M'hijo el dotor, Canillita y Los derechos de la salud. Florencio Sánchez ejerció además el periodismo y la militancia social, colaborando en el periódico anarquista La Protesta. El multifacético escritor anarquista y director del periódico La Antorcha, Rodolfo González Pacheco, también incursionó en la dramaturgia, aunque con obras menores.
En 1946 Julian Beck y Judith Malina fundan el Living Theater, inspirado en principios anarquistas. Se basaba en temas controversiales, apelando a la improvisación y la participación del público. Si bien fue concebido como teatro experimental, en la década del sesenta obtuvo bastante popularidad. El Living Theatre influenció a muchas compañías teatrales de las décadas siguientes hasta la actualidad.
Una obra de teatro de especial relevancia para el anarquismo es la famosa novela Morte accidentale di un anarchico del ganador del premio nobel de literatura Darío Fo. La obra es una comedia (con una fuerte presencia de crítica social) inspirada en los hechos que tuvieron lugar en 1969 en Milán, Italia, en donde murió el anarquista Giuseppe Pinelli a manos de la policía cuando era interrogado acerca de la explosión de una bomba en la Piazza Fontana.
Howard Zinn es el autor de Emma (1976), una obra teatral basada en la vida de la anarquista Emma Goldman.

## En las artes plásticas
Desde el siglo XIX se iniciaron numerosos contactos entre el anarquismo y el mundo del arte: Proudhon trató en sus obras la teoría del arte, influyendo en los ideales estéticos del realismo pictórico y, más adelante, en el realismo socialista. Para Proudhon, el arte debía servir a unos objetivos sociales y morales, rechazando el "arte por el arte" y defendiendo la figura del artista como un ser de rectos principios que contribuye como todos al desarrollo de la sociedad. Para él, el arte "es una representación idealizada de la naturaleza y de nosotros mismos con el objetivo de perfeccionar física y moralmente nuestra especie".
Proudhon influyó especialmente a Gustave Courbet, amigo personal suyo; tanto él como Camille Pissarro, Georges Seurat, Paul Signac, etc, desarrollaron conceptos estéticos anarquistas. Courbet es autor del famoso cuadro Pierre-Joseph Proudhon et ses enfants (Retrato de Proudhon y sus hijos), de 1865. Signac expresó en 1902: "el pintor anarquista no es aquel que pinta cuadros con motivos anarquistas, sino el que sin ánimo de lucro, sin esperar ninguna recompensa, lucha con todo su individualismo y todo su esfuerzo personal contra la burguesía y los convencionalismos oficiales". 
Durante el siglo XX hubo algunos vínculos entre las corrientes dadaísta, surrealista y el anarquismo, aunque no siempre muy explícitos, especialmente en la década del '50 en Francia. Durante esos años se destaca la producción artística de Miguel García Vivancos, exintegrante del grupo de Durruti, exiliado en Francia. En la crítica del arte (tanto en plástica como en literatura) se ha destacado Herbert Read.

## En el cine
No se puede hablar tanto de directores declaradamente anarquistas, con excepción de Jean Vigo cuya obra Cero en conducta es un clásico del cine francés. Durante la Revolución Española la producción cinematográfica anarcosindicalista autogestionada se articulaba a través de las productoras SIE Films, FRIEP y Spartacus Films. Entre agosto de 1936 y junio de 1937 se produjeron 84 filmes, entre los que destaca la película Aurora de Esperanza, de Antonio Sau, una joya del cine clásico español.
Muchos cineastas, en cambio, han tomado temáticas relacionadas con la historia del anarquismo.
Sacco y Vanzetti retoma las causas de supuesto robo y asesinato en 1920 y el proceso por el cual Nicola Sacco y Bartolomeo Vanzetti son asesinados por los tribunales de Massachusetts en 1927. El director de la obra fue Giuliano Montaldo en 1971.
Amor y Anarquía (1973) de Lina Wertmüller ambientada en los años de fascismo en Italia retrata la vida de una prostituta y un anarquista que, solo, intenta ajusticiar a Benito Mussolini.
En 1974 Héctor Olivera dirigió La Patagonia Rebelde, basada en el libro homónimo de Osvaldo Bayer que narra las huelgas obreras patagónicas de 1921 en Argentina, que terminó con el asesinato, por parte del Ejército, de cientos de personas. También en ese año, el filme Quebracho  de Ricardo Wullicher, se enfoca sobre las huelgas de obreros y peones rurales argentinos inmediatamente posteriores a la Primera Guerra Mundial.
Ken Loach se inspiró en el libro Homenaje a Cataluña de George Orwell para su película Tierra y Libertad de 1995 que muestra cómo eran los días del frente de batalla de la Revolución Española a través de los ojos de un miliciano inicialmente comunista.
Libertarias (Vicente Aranda, 1996), cuenta la historia de unas milicianas en la guerra civil española y cómo los conventos y los prostíbulos desaparecen literalmente durante los años de revolución anarcosindicalista en una revuelta cultural y política que puso a la mujer combatiendo codo a codo con los hombres en el frente de batalla.
V for Vendetta 2005 basado en la novela gráfica V de Vendetta cuenta la historia de un enmascarado quien lucha en contra de un gobierno fascista ubicado en la Inglaterra del futuro. Aunque la novela tenía ideas anarquistas, la película solo se remitió a mostrar la lucha contra un estado totalitario.
Salvador (Puig Antich) (Manuel Huerga, 2006), sobre el militante del MIL condenado a muerte en 1974 Salvador Puig Antich.
Battle in Seattle de Stuart Townsend (2008), cuenta los acontecimientos de la manifestación contra la OMC de 1999.
Existen muchas películas cuyo argumento y propuesta tiene fuertes afinidades con el anarquismo: 1984 basada en la novela de George Orwell, ha sido filmada por Michael Anderson (1956) y Michael Radford (1984), Farenheit 451 del laureado director François Truffaut (1966), El Club de la Lucha de David Fincher (1999), La estrategia del caracol de Sergio Cabrera(1993), V for Vendetta,  Matrix , American Beauty , El club de los poetas muertos, etc.
En el 2006 se estrenó Vientos de agua, la serie de coproducción español-argentina que retrata la vida (de entre muchas otras) de un trabajador anarquista que debió marcharse a Argentina por dinamitar una mina -tras el derrumbe de la misma que mata a su hermano- en Asturias en la España de 1934 alternando escenas con el personaje que padece la profunda crisis social vivida en Argentina a finales de 2001 donde tiene que, volver a España para tratar de conseguir un trabajo digno siendo un inmigrante ilegal. Esta serie de 13 capítulos está dirigida por Juan José Campanella
En 2006 diferentes grupos anarquistas, tanto socialistas como liberales, aprovecharon el estreno mundial de la adaptación de los hermanos Wachowski del cómic pro-anarquista de Alan Moore V de Vendetta para hacer llegar el mensaje anarquista a capas muy amplias de la sociedad.
Hay además una gran cantidad de documentales que cuentan la historia del anarquismo entre los que se puede mencionar Vivir la utopía, Ácratas, 1937 - Un Pueblo en Armas, Néstor Makhno, un campesino de Ucrania (de Helene Chatelain), Buenaventura Durruti, anarquista (Els Joglars), etc.

## Libertad del conocimiento
Los anarquistas consideran importante la promoción de la libre distribución de todo tipo de lectura y conocimiento. En la actualidad esta tendencia puede constatarse a la promoción de la abolición de regalías o de las patentes, la desobediencia del copyright, el conocimiento libre, la cultura del fanzine y las licencias copyleft.

## En la música
En la música relacionada con el anarquismo, han existido desde el siglo XIX músicos, compositores y temas muy conocidos. Dentro de estos últimos, han alcanzado especial importancia las canciones en castellano "A las barricadas" e "Hijos del pueblo", ambas muy populares durante la guerra civil española y la Revolución Española de 1936, y que han sobrevivido hasta nuestros días convirtiéndose en auténticos himnos del anarquismo y siendo versionadas innumerables veces.
En Estados Unidos la canción de protesta anarquista tuvo como principales exponentes a Joe Hill y a Woodrow Gutrie. En Argentina destacaron el payador Martín Castro y el compositor de tangos Juan de Dios Filiberto, autor de célebres obras como Caminito y Malevaje, En Francia el movimiento musical conocido como la chanson tuvo entre sus principales exponentes a Georges Brassens y Léo Ferré. 

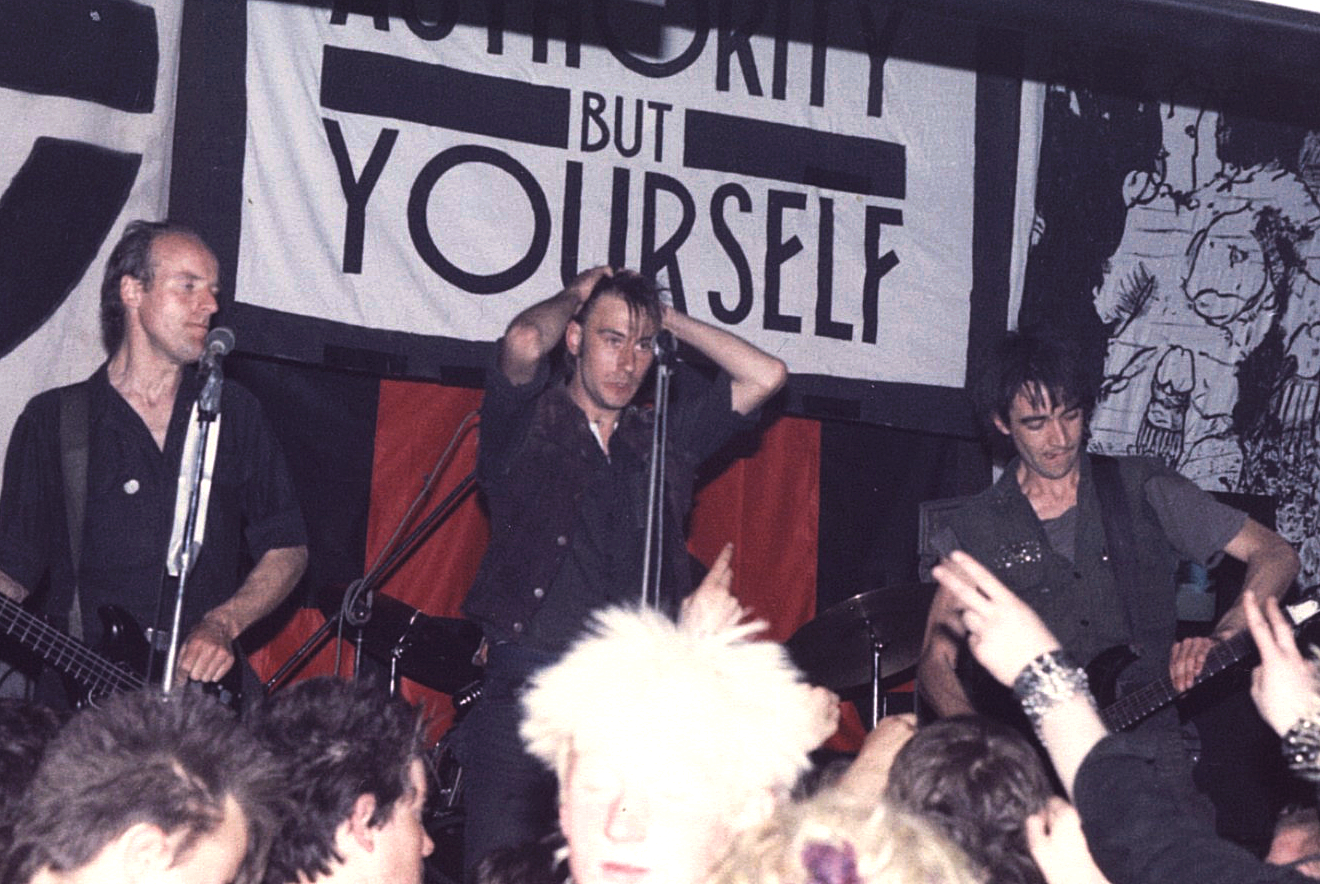
La banda británica Crass. Pionera del anarco-punk

Dentro de círculos de jóvenes anarquistas la subcultura punk tomó relevancia y así dentro de esta apareció un subgénero específicamente anarquista conocido como anarcopunk en el cual destacan las letras comprometidas con el ideario anarquista y la denuncia de la opresión estatal y capitalista. Los pioneros de este estilo fueron bandas como Crass, Dead Kennedys y Conflict en el Reino Unido. Posteriormente dentro de este género también emergería el crust punk y así destacan grupos como Nausea, Oi Polloi, o Aus Rotten. En países de habla castellana bandas dentro de este género también comenzaron a aparecer como por ejemplo Sin Dios o Los Muertos de Cristo en España, Fallas del Sistema en México o Apatía No en Venezuela. Posteriormente aparecería la Internacional Anarco Punk la cual es una red que aglutina a grupos de América y Europa.
Actualmente, dentro del rap y en especial en Europa, se ha desarrollado otro subgénero denominado rap combativo (que generalmente se desarrolla dentro del rap underground), y este abarca diversos grupos e intérpretes declarados anarquistas. En la escena francesa cabe destacar emcees tales como Assassin, Keny Arkana, Ministère Des Affaires Populaires (también conocidos como M.A.P ) o Sniper, mientras que en la escena española destacarían La Plataforma, kronstadt
Mentenguerra, Folie à Trois , MPR, Irati Malatesta, Griotte o AFS (Arte Filosófiko).
También han aparecido músicos y organizadores de eventos anarquistas en géneros contemporáneos tan diversos como el folk, la nueva trova, el tecno/psytrance/freetekno, o el rock alternativo y el rock experimental influenciado por el situacionismo en bandas como Negativland y Chumbawamba.

## En las artes gráficas
Los sellos o filatelia de temática anarquista tienden a formar parte de una de dos categorías: los que son reales, los sellos postales, y las no gubernamentales, los sellos no-postales que se produjeron en la memoria de acontecimientos históricos especiales y de personas memorables, y a veces, para recaudar fondos para una causa política, la más popular es la que se realizó durante la guerra civil española. 
También hay sellos de pago de cuotas de sus miembros y sellos avalados que se utilizan en los libros de miembros de organizaciones anarquistas y de sindicatos como la CNT española y la IWW estadounidense.
Anarquistas representados en sellos postales
- Pierre-Joseph Proudhon, Francia, 1948.
- Leo Tolstói, URSS, en 1935, 1953, 1960.
- Henry David Thoreau, Estados Unidos, 1967.
- Louise Michel, Francia, 1986.
- Louise Michel, Nueva Caledonia, 1991.
- Joe Hill, Suecia, 1980.

En sellos de la Guerra Civil Española
(También conocidos como "etiquetas republicanas")
- Buenaventura Durruti

También destacan las artes gráficas desarrolladas en función de la propaganda revolucionaria y de los ideales anarquistas históricos, en especial en la ilustración de publicaciones periódicas anarquistas y los afiches callejeros. Esta última expresión tuvo su apogeo en España durante la Guerra Civil.